# Mordellistena parvula
Mordellistena parvula es una especie de coleóptero de la familia Mordellidae.

## Distribución geográfica
Habita en Europa, Siria y Mongolia.